# École internationale du papier, de la communication imprimée et des biomatériaux
Die École internationale du papier, de la communication imprimée et des biomatériaux (PAGORA) ist eine französische Ingenieurhochschule, die 1907 gegründet wurde.
Die Schule bildet zukünftige Führungskräfte in den Bereichen Papier, Druck, Verpackung und Umwelt aus.
PAGORA befindet sich in Grenoble und ist eine öffentliche Hochschule. Die Schule ist Mitglied des Grenoble INP.

## Bekannte Lehrer
- Michael Has (* 1959), deutscher Physiker